# Wettbewerbsvorteil
Ein Wettbewerbsvorteil (englisch competitive advantage) ist in der Wettbewerbstheorie und der Wirtschaft der Wettbewerbsvorsprung eines Unternehmens gegenüber seinen Konkurrenten.

## Allgemeines
Ein Wettbewerbsvorteil ist das Ergebnis einer im Vergleich zur Konkurrenz erfolgreicheren Ausübung von Unternehmerfunktionen. Wettbewerbsvorteile verbessern die Wettbewerbsposition eines Unternehmens im Markt. Sie tragen zur Erfüllung des Unternehmensziels der Gewinnmaximierung bei und erhöhen aktuelle Gewinne oder künftige Gewinnchancen. Michael E. Porter zufolge erwächst ein Wettbewerbsvorteil aus dem Gewinn, den ein Unternehmen erwirtschaftet. In seinem Sinne muss ein Unternehmen jedoch im Vergleich zur Branche überdurchschnittlichen Gewinn erzielen, damit dieser als Wettbewerbsvorteil gesehen werden kann. „Wenn zwei oder mehr Unternehmen im gleichen Markt konkurrieren, dann besitzt ein Unternehmen einen Wettbewerbsvorteil vor seinen Mitbewerbern, wenn es wiederholend einen höheren Gewinnsatz erzielt (oder das Potenzial hat, einen höheren Gewinnsatz zu erzielen)“.

## Arten
Ein Wettbewerbsvorteil kann in einem Effektivitäts- oder einem Effizienzvorteil bestehen.
- Der Effektivitätsvorteil kann darin liegen, dass aus subjektiver Sicht des Nachfragers ein Produkt oder eine Dienstleistung in dem wahrgenommenen Kosten-Nutzen-Verhältnis der Konkurrenz überlegen ist.
- Effizienzvorteile bestehen im Marktpotenzial eines aus dem Produktionsprozess resultierenden günstigen Input-Output-Verhältnisses.

Effektivität bezieht sich auf das nachfragebedingte Verhältnis von Preis und Nutzen, Effizienz betrifft die Wirtschaftlichkeit aus Sicht des Herstellers.
Zudem können Wettbewerbsvorteile danach unterschieden werden, wo sie entstehen:
- Prozessorientierte (Arbeitsprozess, Managementprozess, Produktionsprozess, Vertriebsprozess) Vorteile bringen Kostenvorteile;
- Technikorientierte Vorteile ermöglichen das Angebot der technisch fortschrittlichsten und gereiftesten Produkte und Kommunikationsverfahren. Pioniergewinne aus Produktentwicklung und Produktinnovation sind ein wichtiges Indiz.
- Kundenorientierte Vorteile erfordern eine sehr schnelle Anpassung an veränderte Kundenanforderungen.

Aus Kundensicht ergeben sich Wettbewerbsvorteile, wenn entweder der Preis eines Produkts bei gegebenem Nutzen niedriger ist oder der Nutzen bei gegebenem Preis höher ist als von der Konkurrenz angeboten.

## Ressourcenansatz
Unter anderen vertritt John Anderson Kay den Ressourcen-Ansatz der Strategie, bei dem die verfügbaren Ressourcen und Fähigkeiten (englisch capabilities) die wesentliche Grundlage für Wettbewerbsvorteile bilden (siehe Kernkompetenz). Kay beschreibt drei ausgeprägte Fähigkeiten (englisch distinctive capabilities; anderswo auch englisch core competencies), die sich auf die aus der Ansammlung kumulativer Erfahrungen, Wissen und Systemen innerhalb einer Organisation zusammensetzen, und die zur Kostenreduktion, der Geschwindigkeit bei der Erschließung neuer Ressourcen oder der Erweiterung existierender zur Wirkung kommen.
- Reputation: baut auf der Beziehung zwischen dem Unternehmen, den Lieferanten und den Kunden auf. Eine besondere Reputation z. B. für Zuverlässigkeit, schnellen Service etc. ist eine Quelle von Wettbewerbsvorteilen, wo ein Käufer die Reputation der Organisation höher einschätzt als die eines Konkurrenten, wenn er einen Auftrag vergibt. Reputationen sind aber auch 'verderbliche' Quellen von Wettbewerbsvorteilen, d. h. nicht gepflegte Reputationen pflegen zu zerfallen (Wer nicht wirbt, der stirbt).
- Architektur (englisch architecture) nennt Kay das Netzwerk der internen wie externen Beziehungen zwischen Personal, Kunden, Lieferanten durch das Wissen, Informationen und organisatorische Routinen kommuniziert werden.
- Innovation kann eine Quelle für Wettbewerbsvorteile sein, wenn sie dem Unternehmen die Mittel zur Verfügung stellt, effizienter zu konkurrieren, indem Produkte angeboten werden, die für den Kunden mehr Kundennutzen repräsentieren oder neue Wettbewerbsmöglichkeiten aufgetan werden können (z. B. neue Distributionskanäle). Innovation ist allerdings nur dann eine Quelle für Wettbewerbsvorteile, wenn sie nicht einfach imitiert oder durch 'Alternativ-Innovationen' überboten werden können.

Neben diesen auszeichnenden Fertigkeiten gibt es Ressourcen, die nach Kay’s Argumentation Wettbewerbsvorteile verschaffen. Kay nennt drei solcher strategischen Ressourcen (englisch strategic asset):
- Natürliche Monopole (englisch natural monopolies) wie z. B. Skalenerträge oder geschlossene System-Kompatibilität wie das Betriebssystem Windows von Microsoft, oder die Nähe zu hochwertigen oder besonders kostengünstigen Produktionsfaktoren (Rohminerale, Arbeitspool mit speziellen Fertigkeiten, Forschungslabore oder Billigarbeit).
- Opportunitätskosten (englisch opportunity cost) wie z. B. frühere Sachinvestitionen in Maschinen und Anlagen (z. B. eine Raffinerie), Wissen oder erarbeitete Fertigkeiten (z. B. das Management großer und komplexer Projekte).
- Exklusivität (englisch exclusivity) wie z. B. exklusive Import- oder Vertriebsrechte, Lizenzen zur Verwendung bestimmter Technologie oder Protektion.

In der theoretischen Diskussion ist der Ressourcenansatz die modernste Entwicklung der Strategieforschung in der Betriebswirtschaftslehre. Ihr Wert besteht (wie auch schon bei der militärischen Strategiebildung) primär im Bereich der Ressourcenanalyse.
Das Ziel der Betrachtung ist die Erreichung eines Wettbewerbsvorteils (langfristig höheres Gewinnpotential) durch die einzigartige Kombination von Ressourcen, Wissen und Menschen im Unternehmen.

## Wirtschaftliche Aspekte
Wettbewerbsvorteile werden seit 1959 diskutiert, als ein Aufsatz davon sprach, dass ein Unternehmen mit niedrigeren Opportunitätskosten auf dem Markt besser positioniert ist als Unternehmen mit höheren Opportunitätskosten. Allgemein ist der Wettbewerbsvorteil jedes Merkmal des Güterangebots oder der Ressourcen eines Unternehmens, das von den Kunden als positiv bewertet wird.
Die Wettbewerbsstrategien Kostenführer, Marktführer, Qualitätsführer oder Technologieführer zielen auf die Erlangung von Wettbewerbsvorteilen ab, müssen jedoch zu überdurchschnittlichen Gewinnen führen. Kostenführerschaft erfordert eine Verbesserung der Kostenstruktur durch Kostensenkung, der Marktführer besitzt die höchsten Marktanteile, Qualitätsführer weisen Vorsprünge bei Produkt- oder Dienstleistungsqualität auf, Technologieführer betreiben stetige Forschung und Entwicklung und wenden als erste neue Technologien an. Beispielsweise können Termintreue, Freundlichkeit der Mitarbeiter, Zuverlässigkeit in Zusagen, Verfügbarkeit der Waren, große Auswahl, Kulanz usw. Vorteile im Qualitätswettbewerb darstellen und eine hohe Kundenbindung herstellen.
Ziel der Differenzierungsstrategie ist es, einen Wettbewerbsvorteil in einem Wirtschaftszweig dadurch zu erzielen, dass einem Produkt oder einer Dienstleistung ein Besonderheitscharakter verliehen wird. Monopolrenten entstehen auf einem Markt mit unvollständigem Wettbewerb und stellen einen Wettbewerbsvorteil dar, welcher der Differenz zwischen einem durch Verringerung des Wettbewerbs künstlich erhöhten Marktpreis und den tatsächlichen Herstellungskosten entspricht. Langfristige Wettbewerbsvorteile ergeben sich dort, wo die Anpassung der Mitbewerber am längsten dauert (Qualitätswettbewerb), kurzfristige Wettbewerbsvorteile entstehen beim Preiswettbewerb. Langfristig wirkt auch ein Wettbewerbsvorteil, wenn die Kernkompetenz oder das Geschäftsmodell eines Unternehmens nur schwer oder gar nicht nachgeahmt werden kann.
Einige der bedeutendsten Arbeiten zur strategischen Entwicklung und Nutzung von Wettbewerbsvorteilen (Wettbewerbsstrategie) stammen von Michael E. Porter. Er hat das Konzept des Wettbewerbsvorteils in einer empirisch gestützten Analyse auch auf Regionen und Staaten angewendet. In der deutschen Fachliteratur wird dieses jedoch nicht unter dem Wettbewerbsvorteil, sondern als „internationale Wettbewerbsfähigkeit“ diskutiert.